# Sphex mochii
Sphex mochii là một loài côn trùng cánh màng trong họ Sphecidae, thuộc chi Sphex. Loài này được Giordani Soika miêu tả khoa học đầu tiên năm 1942.